# ترس (فیلم ۱۹۵۴)
ترس (ایتالیایی: La Paura) یک فیلم به کارگردانی روبرتو روسلینی است که در سال ۱۹۵۴ منتشر شد. از بازیگران آن می‌توان به اینگرید برگمن و کلاوس کینسکی اشاره کرد.